# Вуд, Себастьян
Себастьян Вуд (англ. James Sebastian Lamin Wood; род. 6 апреля 1961, Лондон)) — британский дипломат.
На службе в Форин-офис с 1983 года.
В 1984—1986 годах обучался тайскому языку в Таиланде.
В 1991 году обучался севернокитайскому языку (гоюй) на Тайване.
В 2000—2001 годах в Уэзерхедском центре международных отношений (en:Weatherhead Center for International Affairs) Гарвардского университета.
В 2001—2005 годах политический советник в Вашингтоне.
В 2005—2008 годах директор Азиатско-Тихоокеанского отделения Форин-офис.
В 2008—2009 годах стажировался в "Rolls-Royce Group".
В 2010—2015 годах посол Великобритании в Китае.
С сентября 2015 года посол Великобритании в Германии.
Кавалер ордена Святого Михаила и Святого Георгия.